# Iglesia de San José de Gracia
La iglesia de San José de Gracia (en inglés: San José de Gracia Church) es una iglesia construida entre 1760 y 1776 en Las Trampas (Nuevo México), en el oeste de los Estados Unidos. 
Originalmente llamada iglesia de Santo Tomás del Río de las Trampas, el inmueble está construido en adobe con un exterior de estuco de barro, que es renovado periódicamente por los feligreses. La iglesia fue reparada en 1932 por la Sociedad para la Conservación de las iglesias de la misión de Nuevo México, encabezada por el famoso arquitecto John Gaw Meem. 

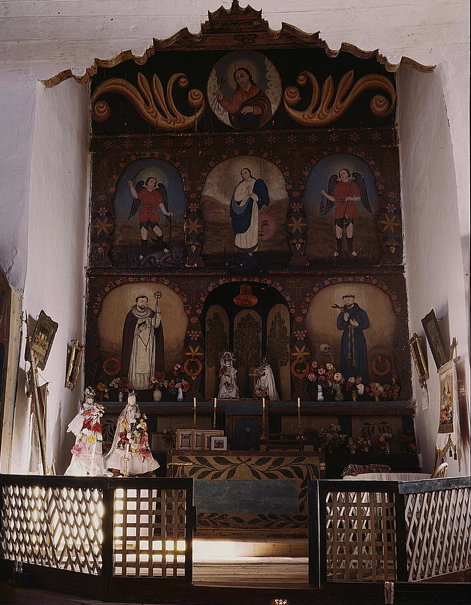
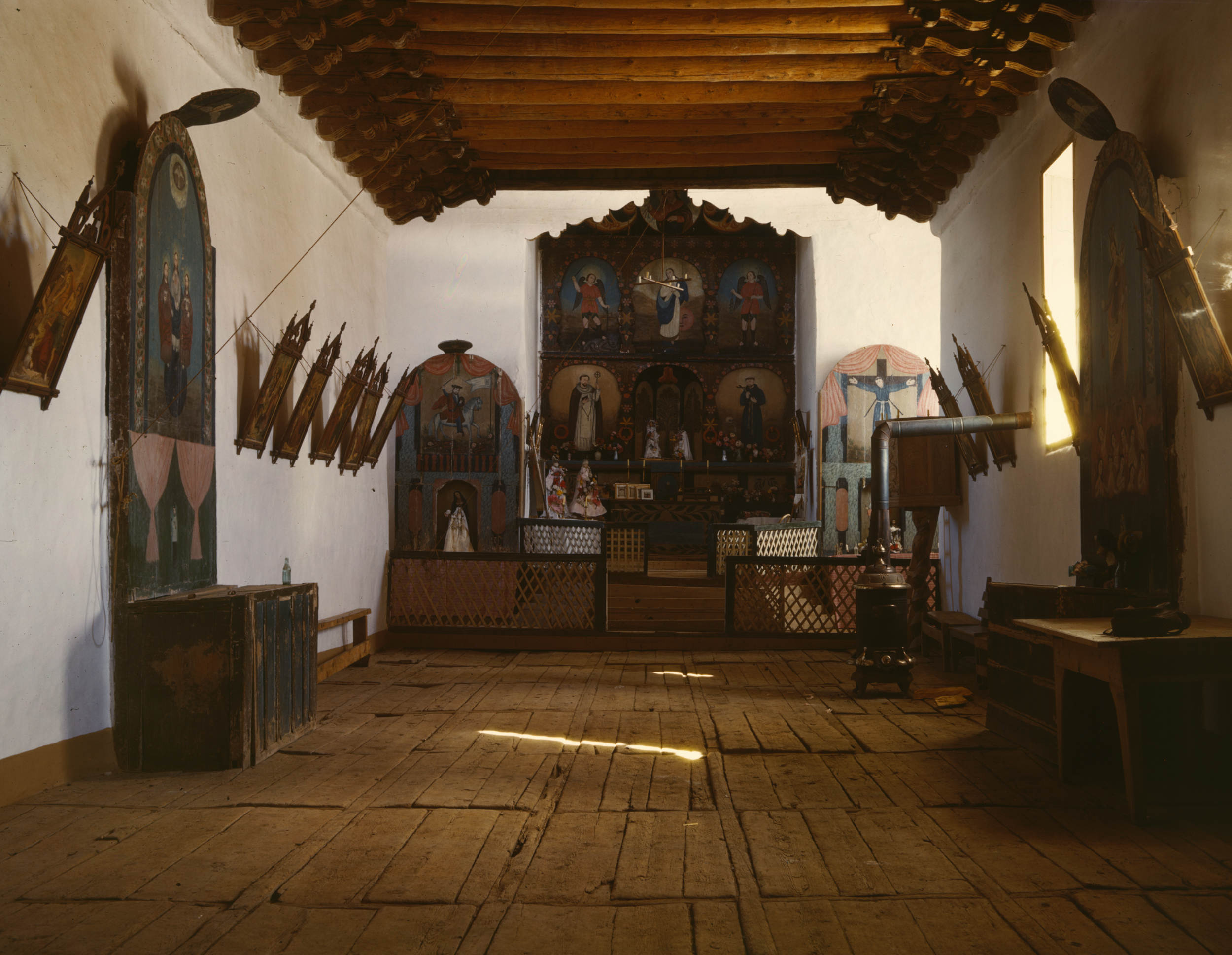
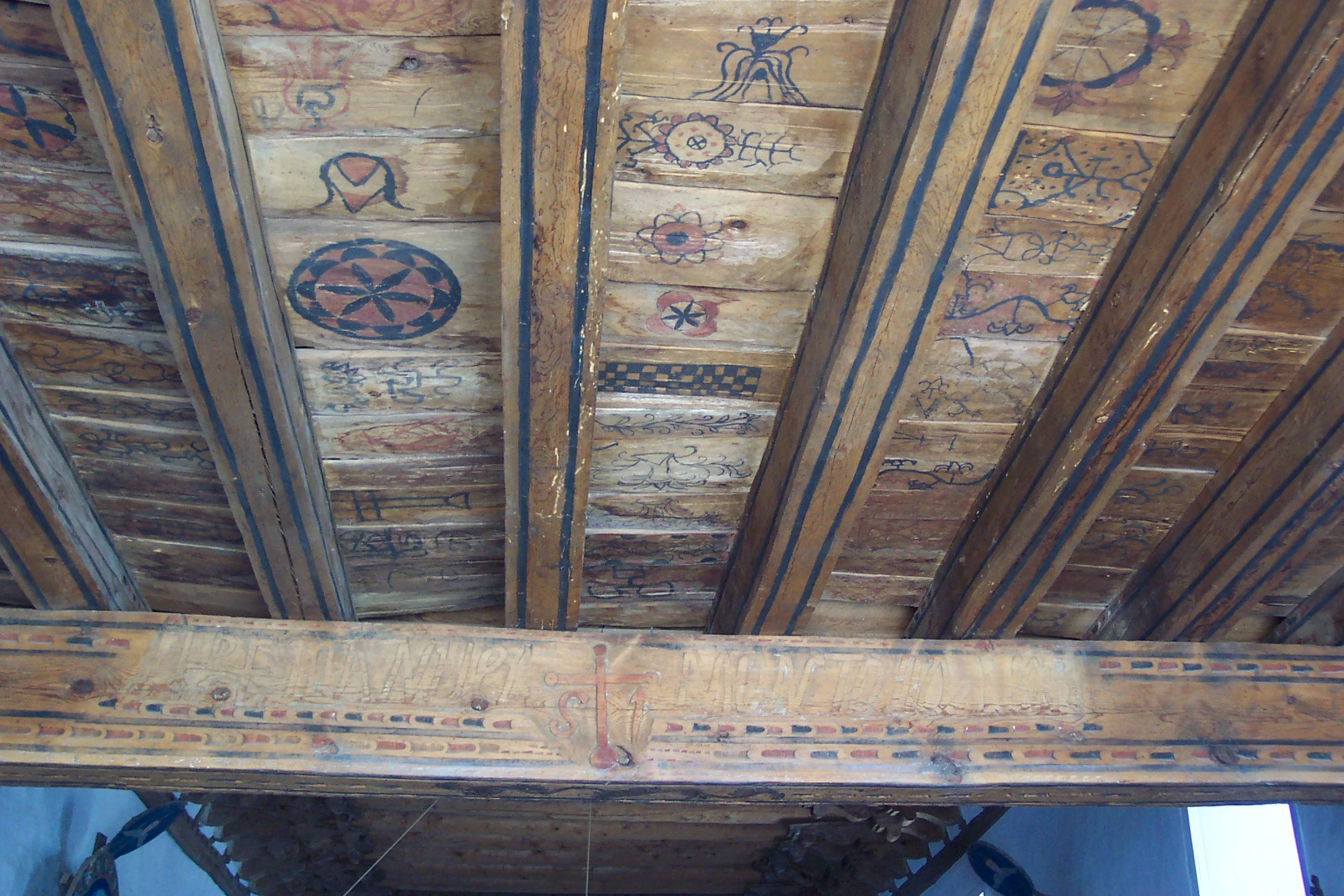